# Karlik szponiasty
Karlik szponiasty, żaba szponiasta karłowata (Hymenochirus boettgeri) – gatunek płaza bezogonowego z rodziny grzbietorodowatych (Pipidae). Gatunek zamieszkujący wody stojące w zachodniej i środkowej Afryce – od południowej Nigerii i Kamerunu po Demokratyczną Republikę Konga i Kongo. Prowadzi wodny tryb życia, zamieszkuje małe, zarośnięte bajorka, łachy i moczary.
Wielkość ok. 4–5 cm, samiczki większe od samców. Ciało spłaszczone, głowa zaostrzona. Posiada linię boczną. Ubarwienie grzbietu brunatne z ciemnymi, nieregularnymi plamami, brzucha jasne. Żywi się owadami wodnymi, np.: larwami komarów, ochotką, dafnią i drobnymi skorupiakami, np.: artemią.

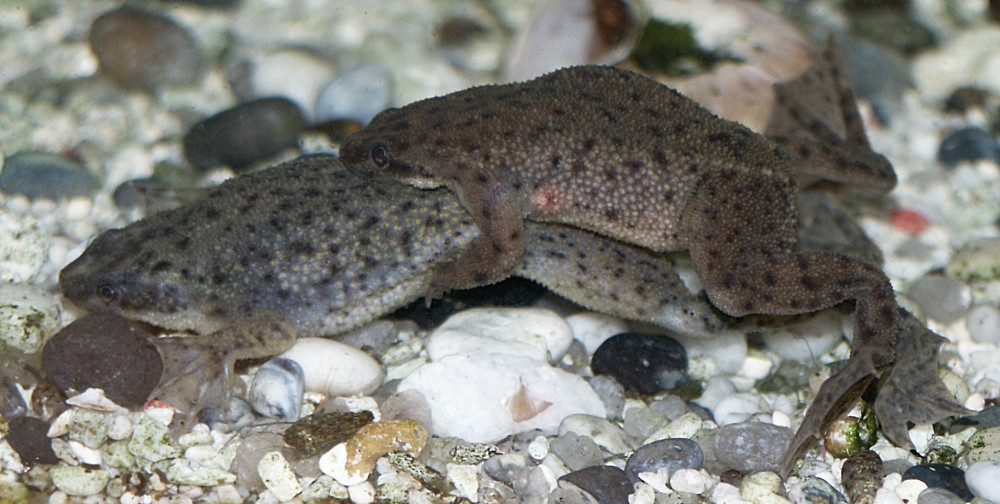
Karliki szponiaste w trakcie ampleksusu

Bywa hodowany w akwariach.